# Internazionali d'Italia 1983
Gli Internazionali d'Italia 1983 sono stati un torneo di tennis giocato sulla terra rossa. È stata la 40ª edizione degli Internazionali d'Italia, che fa parte del Volvo Grand Prix 1983 e del Virginia Slims World Championship Series 1983. Il torneo maschile si è giocato al Foro Italico di Roma in Italia, quello femminile nello Junior Tennis Perugia di Perugia.

## Campioni

### Singolare maschile
Jimmy Arias ha battuto in finale  José Higueras con il punteggio di 6–2, 6–7, 6–1, 6–4

### Singolare femminile
Andrea Temesvári ha battuto in finale   Bonnie Gadusek con il punteggio di 6–1, 6–0

### Doppio maschile
Francisco González /  Víctor Pecci hanno battuto in finale  Jan Gunnarsson /  Mike Leach con il punteggio di 6–4, 6–2

### Doppio femminile
Virginia Ruzici /  Virginia Wade hanno battuto in finale  Ivanna Madruga /  Catherine Tanvier con il punteggio di 7–6(5), 1–6, 6–4